# Пригоди діґімонів
«Пригоди діґімонів» (яп. デジモンアドベンチャー, Дедзімон Адобентя:, англ. Digimon Adventure, «Пригода з діґімонами») — аніме-серіал виробництва кінокомпанії Toei Animation; перший аніме-серіал в медіафраншизі Digimon. Вперше транслювався в Японії з 7 березня 1999 року по 26 березня 2000 року на телеканалі Fuji Television. 2 квітня 2000 року, через тиждень після виходу в ефір останньої серії, почалась трансляція другої частини під назвою Digimon Adventure 02.
Сюжет серіалу розгортається навколо семи (згодом восьми) «Обраних дітей». Під час відпочинку в літньому таборі їх затягує в портал, який веде до Цифрового світу — світу, що складається суто з цифрових даних, але події в якому мають вплив на світ реальний. Цей світ населений істотами, які звуться цифровими монстрами або діґімонами. В кожного з Обраних дітей з'являється власний товариш-діґімон та діґівайс — маленький прилад, завдяки якому діґімони тимчасово можуть розвиватися в досконалішу форму, відповідну моральним якостям дітей. Разом з діґімонами Обрані діти повинні врятувати реальний та цифровий світи від злих діґімонів, які прагнуть захопити обидва світи.
Серіал, попри те що з кінця 1990-х років його порівнювали з конкуруючою медіафраншизою «Покемон», було позитивно сприйнято критиками. На тематику «Пригод діґімонів» випускалися іграшки, харчові продукти, колекційні карти, манґа, журнали, маскарадні костюми, канцелярське приладдя, аксесуари, музичні збірки, відеокасети, DVD та відеоігри, які розповсюджувалися переважно компанією Bandai Namco Holdings. На честь 15-річчя серії Digimon за мотивами серіалу вийшла однойменна гра для портативної консолі PlayStation Portable та анонсували аніме-серіал Digimon Adventure tri., випуск якого відбувся навесні 2015 року.

## Сюжет
Спочатку в серіалі розповідається про сімох школярів: Тайті Яґамі, Сору Такеноуті, Ямато Ісіду, Такеру Такаісі, Косіро Ідзумі, Мімі Татікаву та Дзьо Кідо. 1 серпня 11 року ери Хейсей (1999), коли дітлахи проводять канікули в літньому таборі, по світу відбуваються дивні погодні явища. В таборі випадає сніг і з неба падають невеликі загадкові прилади. Ці предмети, як пізніше з'ясується, називаються діґівайсами. Коли вони опиняються прямо в руках у дітей, тих несподівано затягує через портал до світу, що складається з цифрових даних — так званий «Цифровий світ», паралельний світу матеріальному.
Цифровий світ складається з відображень матеріального, діти опиняються на острові Файл, де зустрічають своїх товаришів-діґімонів, які зобов'язані їх захищати і боротися з різними сильними ворогами, що загрожують Цифровому світу. Згодом діти натрапляють на старого чоловіка Ґенная, котрий пояснює, що це він прислав їм діґівайси, бо вони Обрані діти. Їм належить з'ясувати як подолати злих діґімонів, які захоплюють Цифровий світ і це відповідно відображається на світі людей. Дітям потрібно стати сильніше духом, усвідомити свої найкращі якості і навчитися «прислухатися до свого серця»; для цього діти мають знайти особливі знаки, що відповідають їх основним чеснотам, щоб їх діґімони отримали здатність перетворюватися на сильніші форми — «еволюціонувати». В ході розвитку сюжету розкриваються теми смерті, самопожертви, сімейних взаємин. Коли хтось із героїв проявляє чесноту, їхній діґмон тимчасово розвивається в наступну форму.
Діти стикаються з діґімонами, які знаходяться під контролем злого Девімона. За допомогою «чорних шестерень» він змушує добрих істот вчиняти руйнування і таким чином контролює острів Файл. Девімон має двох підручних — Оґромона і Леомона. Діти та їхні діґімони звільняють слуг Девімона від «шестерень», перемігши їх у битвах. Послідовно кожен з героїв розвиває свого діґімона. Останнім лишається Патамон, товариш-діґімон Такеру. Еволюціонувавши в Ангемона, ціною свого життя він перемагає Девімона. Загиблий Ангемон перетворюється на діґіяйце і перероджується у своїй дитячій формі. Після цього Леомон і Оґромон переходять на бік головних героїв.
Незабаром діти, вирушивши за настановою Ґенная на континент Сервер, стикаються з другим лиходієм — мавпоподібним діґімоном Етемоном. Вони ув'язнюють його у Цифровій мережі, якою він мандруватиме доти, доки повернеться в потужнішій формі МеталЕтемона ближче до кінця серіалу. Пізніше діти дізнаються, що багато злих діґімонів перетнули Міжпросторову браму до матеріального світу, і вони, прагнучи також пройти через цю браму, борються з її охоронцем Докуґумоном. Обрані діти віднаходять знаки, котрі посилюють їхні діґівайси, дозволяючи діґімонам еволюціонувати далі. Зрештою діти повертаються додому, до токійського району Одайба. З'ясовується, що в Цифровому світі час плине інакше, і в світі людей минуло всього кілька годин, тож зникнення Обраних ніхто не помітив.
Діти захищають свій світ від загрози, яка йде від злих діґімонів, і знаходять восьму Обрану дитину: нею виявляється Хікарі Яґамі, молодша сестра Тайті. В ході боротьби до Обраних дітей приєднується Тейлмон, яка стає товаришем-діґімоном Хікарі після того, як вони перемагають її колишнього господаря Вамдемона.
Тим часом четверо найсильніших діґімонів, МеталСідрамон, Піноккімон, Муґендрамон та П'ємон, які називають себе Володарями Темряви, встановлюють контроль над Цифровим світом і серйозно спотворюють його зовнішній вигляд. Вони створюють шпиль, складений з підконтрольних їм стихій. Після того як реальний світ був очищений від злих діґімонів, Цифровий світ стає видимий у небі. Розуміючи, що там діється щось лихе, Обрані діти повертаються до Цифрового світу.
З великими труднощами вони перемагають кожного з Володарів і нарешті зустрічаються з найголовнішим лиходієм та творцем цієї групи — Апокалімоном, що складається з даних загиблих діґімонів, які не змогли еволюціонувати. Ув'язнений в порожнечі, та позбавлений можливості еволюціонувати, Апокалімон прагне помститися. Він поглинає дані Володарів Темряви та інших злих діґімонів, які раніше зазнали поразки від Обраних, переймаючи їхні здібності й частини тіла. Але врешті програє об'єднаним силам Обраних і їхніх діґімонів. Наостанок він створює вибух, що загрожує знищити весь Цифровий світ, але сили діґівайсів блокують його.
Після перемоги над Апокалімоном виявляється, що зв'язок між цифровим та реальним світами буде назавжди зруйновано, і діти повертаються до реального світу, попрощавшись зі своїми діґімонами-партнерами, потай сподіваючись, що колись вони ще зможуть зустрітися з ними. Через три роки за сюжетом Обрані діти та їхні діґімони з'являються в другому сезоні (Digimon Adventure 02) разом з новими героями.

## Персонажі
| Персонаж | Сейю           | Діґімон  | Сейю             |
| --- | -------------- | -------- | ---------------- |
| |                |          |                  |
| Тайті Яґамі Yagami Taichi (八神 太一) | Фудзіта Тосіко | Аґумон   | Сакамото Тіка    |
| Лідер Обраних Дітей, старший брат Хікарі Ягамі. Любить пригоди. Можна схарактеризувати як впертого, безтолкового, але хороброго.                                                                             |                |          |                  |
| |                |          |                  |
| Ямато Ісіда Ishida Yamato (石田 ヤマト) | Кадзама Юто    | Ґабумон  | Ямаґуті Маюмі    |
| Старший брат Такеру Такаісі. Має вибуховий характер, часто конфліктує з Тайті. Іноді відчужується від групи.                                                                                                 |                |          |                  |
| |                |          |                  |
| Сора Такеноуті Takenouchi Sora (武之内 空) | Мідзутані Юко  | Пійомон  | Сіґемацу Аторі   |
| Сора дуже відповідальна, завжди старається турбуватися про інших обраних. Часто грає для деяких персонажів материнську роль. Цікавиться радше спортом і хлопчачими іграми, тому в якомусь сенсі вона томбой. |                |          |                  |
| |                |          |                  |
| Косіро Ідзумі Izumi Kōshirō (泉 光子郎) | Тендзін Умі    | Тентомон | Сакурай Такахіро |
| Ерудований, спеціаліст з комп'ютерів. Часто використовує свій ноутбук. |                |          |                  |
| |                |          |                  |
| Мімі Татікава Tachikawa Mimi (太刀川 ミミ) | Маеда Ай       | Палмон   | Мідзовакі Сіхомі |
| Доброзичлива, хоча спочатку трохи зверхня, розпещена та егоїстична. |                |          |                  |
| |                |          |                  |
| Дзьо Кідо Kido Jõ (城戸 丈) | Кікуті Масамі  | Ґомамон  | Такеуті Дзюнко   |
| Надійний та чуйний, але іноді помисливий. Намагається бути голосом розуму групи. |                |          |                  |
| |                |          |                  |
| Такеру Такаісі Takaishi Takeru (高石 タケル) | Конісі Хіроко  | Патамон  | Мацумото Міва    |
| Наймолодший у групі, молодший брат Ямато. Разом із Хікарі стає одним з обраних дітей в Digimon Adventure 02.                                                                                                 |                |          |                  |
| |                |          |                  |
| Хікарі Яґамі Yagami Hikari (八神 ヒカリ) | Кае Аракі      | Тейлмон  | Токуміцу Юка     |
| Молодша сестра Тайті. Приєдналася до обраних в середині серіалу. Добра, але й дещо загадкова. |                |          |                  |
| |                |          |                  |

## Історія створення
Пригодницько-драматичний аніме-серіал для дітей Digimon Adventure зняла компанія Toei Animation і вперше показала телекомпанія Fuji Television. Серіал є продовженням однойменного короткометражного фільму про віртуальних вихованців, головні герої якого, Тайті та Хікарі Яґамі, знайомляться з Аґумоном і здобувають перший досвід спілкування з діґімонами за чотири роки до подій першої серії Digimon Adventure;  прем'єра цього фільму відбулася в кінотеатрах Японії 6 березня 1999 року. Шанувальники серіалу даремно думали, що спочатку творці планували випустити лише тринадцять серій. Режисер серіалу Хіроюкі Какудо на своїй сторінці в Твітері спростував ці чутки.

### Ідея та постановка

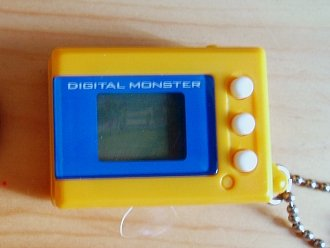
Віртуальний вихованець, що послугував основою для серіалу

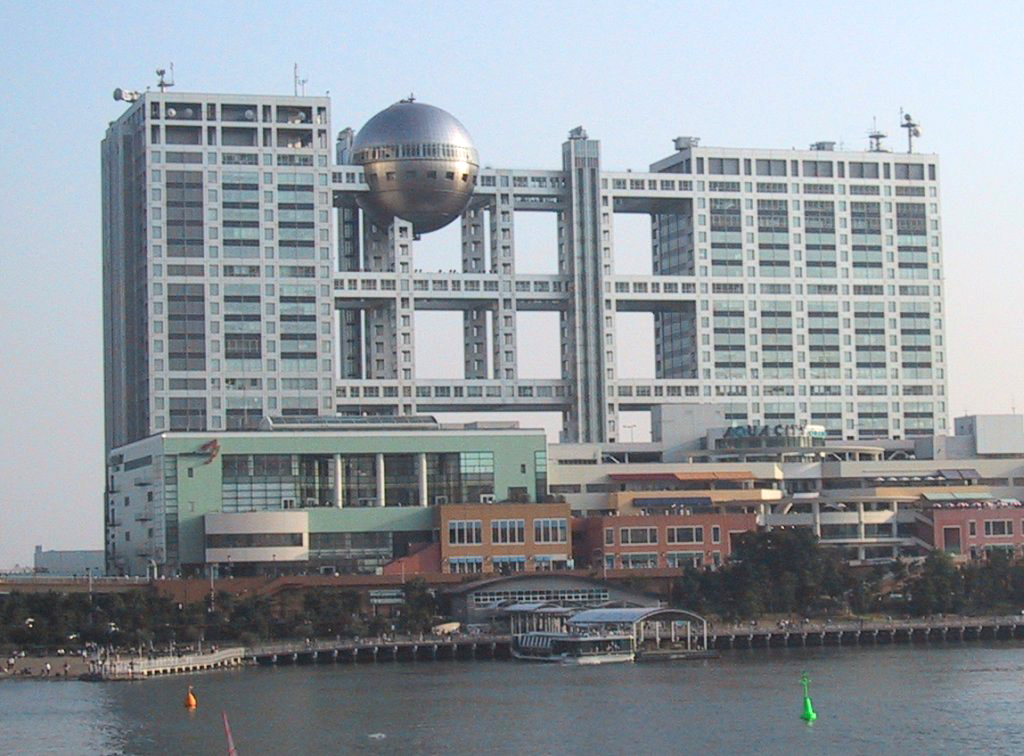
Офіс компанії Fuji Television на Одайбі. На даху цього будинку проходить сутичка Обраних дітей з Вамдемоном. У серіалі з'являються й інші наявні в реальності місця, як-от Токійська телевежа.

Медіафраншизу Digimon створили Акіхіро Йокої, Акі Моїта та Такеїті Хонґо, творці Тамаґочі, під колективним псевдонімом Акійосі Хонґо. То була серія віртуальних вихованців, принципова відмінність яких од Тамаґочі полягала в тому, що вони могли битися один з одним при поєднанні пристроїв. Режисери Хіроюкі Какудо та Юкіо Каїдзава працювали над першим сезоном серіалу, звертаючись до цих віртуальних вихованців як до джерела натхнення, й сприяли просуванню на ринку супутньої їм продукції, зокрема іграшок.
За словами провідного сценариста Сатору Нісідзоно, ідея серіалу народилася влітку 1998 року, у серпні, а його сюжет навіяв роман Жуля Верна «Два роки канікул» (1888). Нісідзоно ж мав створити героїв-дітей, оскільки серіал було призначено саме для такої аудиторії. Для їхніх імен підібрали кандзі, так чи інакше пов'язані з поняттям «удача». Дизайнером персонажів став Кацуйосі Накацуру, що працював тоді в кінокомпанії Toei Animation і згодом став художником персонажів наступних трьох сезонів аніме. Деякі місця в Японії, як-от токійський район Одайба, з'являються в більшості тих серій, де діти перебувають у матеріальному світі. Хіроюкі Какудо казав, що він намагався показати ці місця «якомога реалістичніше», тому перед початком виробництва він одвідав їх разом із знімальної групою, щоб зробити декілька світлин.
Для озвучення серіалу режисери відібрали чисельну команду сейю. Хіроюкі Какудо хотів включити до серіалу якнайбільше голосів різнів акторів. Під час прослуховування він хвалив деякі посередні голоси, вважаючи, що вони додадуть серіалу свою родзинку. Натомість головні ролі оддали професійним сейю, як-от Масамі Кікуті та Умі Тендзін, що озвучили Дзьо та Косіро, а актори з посередніми голосами озвучили епізодичні ролі. Іноді в студії озвучення кількість акторів на запису сягала двадцяти чоловік і вони мусили ділити між собою три мікрофони. Сейю знаходили як добрі, так і погані сторони в озвучуваних персонажах, особисто стикаючись з їхніми характерами або зовнішністю.
Музику для серіалу написав Таканорі Арісава. Пісню зі вступної заставки, «Butter-Fly», написав Хіденорі Тівата, а виконав Кодзі Вада. Аніме включає в себе дві завершальні пісні в виконанні Ай Маеда: «I Wish» Йосіхіси Сіракави на вірші Йосіко Міури (1—26 серії) та «Keep On» Наото Кіне (26—54 серії). До аніме також увійшли пісні: «Brave Heart» («Хоробре серце») Мітіхіко Оти на вірші Сатіко Оморі в виконанні Аюмі Міядзакі, що стала музичною темою еволюції діґімонів, «Seven» («Семеро») Кохея Коями в виконанні Кодзі Вади та «Yūki wo Tsubasa ni shite» («Зроблю з відваги крила»), що її написала Мітіхіко Ота на вірші Хіросі Ямади й виконала Тосіко Фудзіта, голос Тайті Яґамі. Окрім естрадних пісень у серіалі звучать два класичні твори симфонічної музики в обробці Таканорі Арісави: «Болеро» Моріса Равеля, що раніше прозвучало як леймотив у короткометражному фільмі Digimon Adventure, та адажіо з «Аранхуеського концерту» Хоакіна Родріґо, що стало музичною темою еволюції Анґемона в ГоліАнґемона.

## Медіа
«Пригоди діґімонів» вийшли у прямий ефір у кількості 54 епізодів на Fuji TV в Японії з 7 березня 1999 по 26 березня 2000-го. У Сполучених Штатах аніме-серіал транслювався Fox Kids з 14 серпня 1999-го по 24 червня 2000. У Канаді аніме показував спочатку теж Fox Kids, але незалежне CJON-DT повернуло серіал на Newfoundland & Labrador.

### Фільми
«Пригоди діґімонів» (デジモン アドベンチャー) — перший фільм франшизи, що вийшов в Японії 6 березня 1999, в США — 6 жовтня 2000 року.
Цей фільм слугує приквелом для аніме-серіалу «Пригоди діґімонів». Він складається з декількох сюжетних ліній, які відбуваються в різний час. Головна зосереджена на Тайті і Хікарі Яґамі за чотири роки до їхніх пригод у Цифровому світі. Фільм засвідчує їхню першу зустріч з діґімонами і що з ними сталося (як і у випадку з іншими дітьми, які також стали у майбутньому Обраними). За сюжетом, у наш світ з комп'ютера потрапило діґіяйце, яке в підсумку перетворилося на Греймона, що бився з Перротмоном після його появи в місті. Фільм пояснює чому Тайті і компанія стали Обраними.

## В Україні
В Україні транслювався російською мовою телекомпанією «Новий канал»[джерело?].
Ролі озвучували: Анатолій Зіновенко та Тетяна Зіновенко[джерело?].